# Liste der spanischen Gesandten in Venedig
Liste der spanischen Botschafter und Gesandten in der Republik Venedig (bis 1797).

## Missionschefs
| Ernennung/ Akkreditierung | Abberufung     | Name                                   | Anmerkungen | ernannt von   | akkreditiert bei |
| ------------------------- | -------------- | -------------------------------------- | --- | ------------- | ---------------- |
| 1606                      | 1618           | Alonso II de la Cueva y Benavides      | (* 1574; † 1655) Botschafter, 1618 involviert in der „Verschwörung wider Venedig“, danach Gesandter in den Niederlanden          | Philipp III.  |                  |
| 1618                      |                |                                        | |               |                  |
| 1632                      | 1642           | Juan Antonio de Vera y Figueroa        | (* 1583; † 1658) Botschafter, 1630 bis 1632 Gesandter in Sardinien-Piemont                                                       | Philipp IV.   |                  |
| 1642                      | 1656           | Luigi de Tebes                         | († k. A.) Botschafter, 1656 bis 1661 Botschafter in Österreich, 1680 bis 1683 in Frankreich                                      | Philipp IV.   |                  |
| 1656                      |                |                                        | |               |                  |
|                           | 1685           |                                        | |               |                  |
| 1685                      | 1691           | José Antonio de Mendoza                | (* 1667; † 1746) Botschafter | Karl II.      |                  |
| 1691                      | 1698           |                                        | |               |                  |
| 1698                      | 1701           | Juan Carlos Bazán Fajardo y Villalobos | (* 1630; † 1703) Gesandter, 1694 bis 1698 Gesandter in Sardinien-Piemont                                                         | Karl II.      |                  |
| 1703                      | 1711           | Carmen Nicolas de Caracciolo           | (* 1671; † 1726) Gesandter | Philipp V.    |                  |
| 1715                      | 1728           | Luis de Tebes                          | († 1730) Gesandter | Philipp V.    |                  |
| 1728                      | 1733           | Isidoro Casado de Acevedo y Rosales    | (* 1663; † 1733) Gesandter, 1721 bis 1724 Gesandter in den Niederlanden                                                          | Philipp V.    |                  |
| 1733                      | 1734           | José Carpintero                        | († 1752) Geschäftsträger, 1738 bis 1741 Geschäftsträger in Österreich, 1745 bis 1747 in der Schweiz                              | Philipp V.    |                  |
| 1734                      | 1737           | Pedro Cebrián y Agustín                | (* 1687; † 1752) Gesandter, 1737 bis 1738 Botschafter in Österreich, 1738 bis 1740 Gesandter in Sachsen                          | Philipp V.    |                  |
| 1737, 25. Sep.            | 1740           | Luigi de Reggio y Branciforte          | (* 1677; † 1757) Botschafter, 1740 bis 1746 Botschafter in Frankreich                                                            | Philipp V.    |                  |
| 1741                      |                | Esteban Mari y Centurion               | | Philipp V.    |                  |
| 1745                      | 1749           | Fabio Scotti y Chaponi                 | | Philipp V.    |                  |
| 1749, 4. Apr.             | 1771, 16. Apr. | José Joaquín de Montealegre            | (* 1698; † 1771) Botschafter | Ferdinand VI. |                  |
| 1772, 14. Okt.            | 1785, 13. Sep. | Leopoldo de Gregorio y Masnata         | (* 1701; † 1785) Gesandter | Karl III.     |                  |
| 1785, 20. Okt.            | 1786           | Francisco Antonio Moñino y Redondo     | (* 1742; † 1805) Gesandter, 1782 bis 1785 Gesandter in der Toskana, 1786 bis 1792 in Portugal                                    | Karl III.     |                  |
| 1786                      | 1795, 27. Jun. | Simón de las Casas y Aragorri          | (* 1742; † 1798) Gesandter, 1781 bis 1784 Gesandter in Preußen, 1785 bis 1786 in Neapel, 1795 bis 1796 im Vereinigten Königreich | Karl III.     |                  |
| 1795, 27. Jun.            | 1795           | Clemente de Campos y Sahún             | (* 1756; † 1834) Geschäftsträger                                                                                                 | Karl IV.      |                  |
| 1795                      | 1797, 16. Mai  | Rodrigo de Torres Ruiz de Rivera       | (* 1738) Gesandter, 1790 bis 1794 Gesandter in Neapel                                                                            | Karl IV.      | Ludovico Manin   |

1797: Auflösung der Gesandtschaft